# Lilltjärnen (Sundsjö socken, Jämtland, 698350-146505)
Lilltjärnen är en sjö i Bräcke kommun i Jämtland och ingår i Ljungans huvudavrinningsområde.